# Лаббок (округ, Техас)
Шаблон:StateAbbr_ 33°37′ пн. ш. 101°49′ зх. д. / 33.61° пн. ш. 101.82° зх. д.
Округ  Лаббок (англ. Lubbock County) — округ (графство) у штаті  Техас, США. Ідентифікатор округу 48303.

## Історія
Округ утворений 1891 року.

## Демографія
За даними перепису 2000 року загальне населення округу становило 242628 осіб, зокрема міського населення було 212278, а сільського — 30350. Серед мешканців округу чоловіків було 118724, а жінок — 123904. В окрузі було 92516 домогосподарств, 60090 родин, які мешкали в 100595 будинках. Середній розмір родини становив 3,1.
Віковий розподіл населення поданий у таблиці:
| Стать    | До 15 років | 15-21 | 22-29 | 30-39 | 40-49 | 50-65 | 65-85 | Понад 85 |
| -------- | ----------- | ----- | ----- | ----- | ----- | ----- | ----- | -------- |
| Чоловіки | 26507       | 17329 | 17226 | 16260 | 15993 | 14553 | 10011 | 845      |
| Жінки    | 25041       | 17474 | 16081 | 16462 | 16698 | 16260 | 13493 | 2395     |

## Суміжні округи
- Гейл — північ
- Флойд — північний схід
- Кросбі — схід
- Гарза — південний схід
- Лінн — південь
- Террі — південний захід
- Гоклі — захід
- Лемб — північний захід

## Виноски
1. ↑  U.S. Decennial Census. United States Census Bureau. Архів оригіналу за 19 липня 2018. Процитовано 3 травня 2015.
2. ↑  Texas Almanac: Population History of Counties from 1850–2010 (PDF). Texas Almanac. Архів оригіналу (PDF) за 26 лютого 2015. Процитовано 3 травня 2015.
3. ↑  State & County QuickFacts. United States Census Bureau. Архів оригіналу за 3 липня 2011. Процитовано 19 грудня 2013.(англ.) Наведено за англійською вікіпедією.
4. ↑  American FactFinder. Бюро перепису населення США. Архів оригіналу за 20 березня 2010. Процитовано 31 січня 2008.

| США | Це незавершена стаття з географії США. Ви можете допомогти проєкту, виправивши або дописавши її. |